# Air New Zealand
Az Air New Zealand (IATA-kódja: NZ, ICAO-kódja: ANZ, hívójele: New Zealand) Új-Zéland nemzeti légitársasága. Aucklandi bázisáról 21 belföldi és 31 nemzetközi úticélra repül 19 Csendes-óceánnal határos országba és az Egyesült Királyságba. Az Air New Zealand a Star Alliance légiszövetség tagja 1999 óta.
2008-ban az Air New Zealand 11,7 millió utast szállított éves szinten. Az új-zélandi légitársaság flottája között találunk Boeing 747, Boeing 767, Boeing 777 és Airbus A320 repülőgépeket. Az Air New Zealand regionális leányvállalatai a Air Nelson, Eagle Airways és a Mount Cook Airline. Az Air New Zealandot a nyolcadik legjobb légitársaságnak minősítették a 2009-es Skytrax világranglistán.

## Történelem

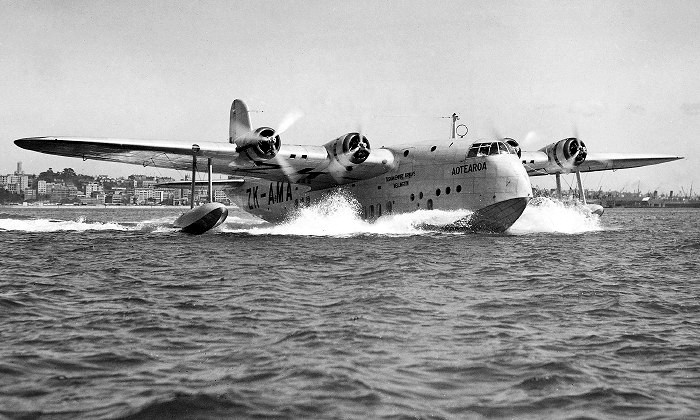
Ez a ZK-AMA regisztrációs számú Short S30-as volt a TEAL, az Air New Zealand elődének első repülőgépe

Az Air New Zealand elődjét, a Tasman Empire Airways Limitedet 1940-ben alapították az Ausztráliát és Új-Zélandot  a Tasman-tenger felett összekötő, személyeket, rakományt és postát szállító repülőjáratok üzemeltetésére. A TEAL-t három ország, Új-Zéland, Ausztrália és az Egyesült Királyság által kötött nemzetközi egyezmény hozta létre, első tulajdonosai az új-zélandi kormány, az új-zélandi Union Airways, az ausztrál Qantas és a brit BOAC légitársaságok voltak. Az első járat Aucklandot és Sydneyt kötötte össze 1940. április 30-án egy Short S30-as repülő csónakkal. Az első években a TEAL napi működtetéséért a Union Airways felelt.
Az 1941. március 31-én kelt első éves jelentés szerint a légitársaság abban az évben 130 repülőutat teljesített és 1461 utast szállított Ausztrália és Új-Zéland között. A társaság adó előtti bevétele 31 479 font sterling volt.

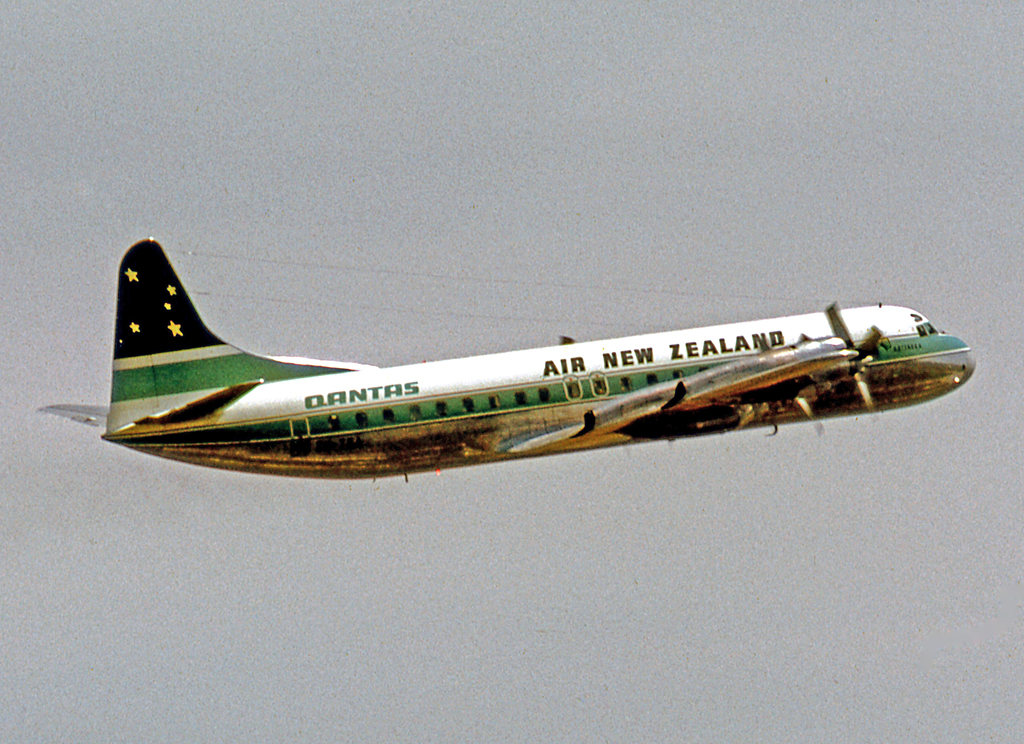
Az Air New Zealand egyik Lockheed L–188-asa a Sydney-i repülőtéren

Működésének első évtizedében a TEAL csak Auckland és Sydney közötti járatokat repült, a kezdeti Short S30-as mellett Short S25-ös és S45-ös, valamint PBY Catalina gépekkel. Az 1950-es években indított először új járatokat, így Wellington és Sydney, majd Christchurch és Sydney között. Az addig a belfölfi New Zealand National Airways Corporation által a Fidzsi-szigetekre, Szamoára and Tongára üzemeltetett járatokat is áthelyezték a TEAL-hez 1950 és 1952 között. Az 1950-es évek közepétől szárazföldről indítható gépekkel kezdték leváltani a repülő csónakokat, köztük Douglas DC–6-osokkal és Lockheed L–188-asokkal. 1951-ben nyílt meg a Korall-járat is, amely Aucklandet kötötte össze Tahitivel Fidzsi és a Cook-szigetek, később Szamoa érintésével. A Korall-járatot az 1960-as évekig repülő csónakokkal üzemeltették, ami a repülő csónakok utolsó menetrend szerinti nemzetközi járata volt.
1953-ban Ausztrália és Új-Zéland megvásárolták a Qantas és BOAC részesedését a cégben, így a TEAL először 50–50%-ban az ausztrál és új-zélandi kormányok tulajdonba került, majd 1961-ben teljesen felvásárolta az új-zélandi kormány.

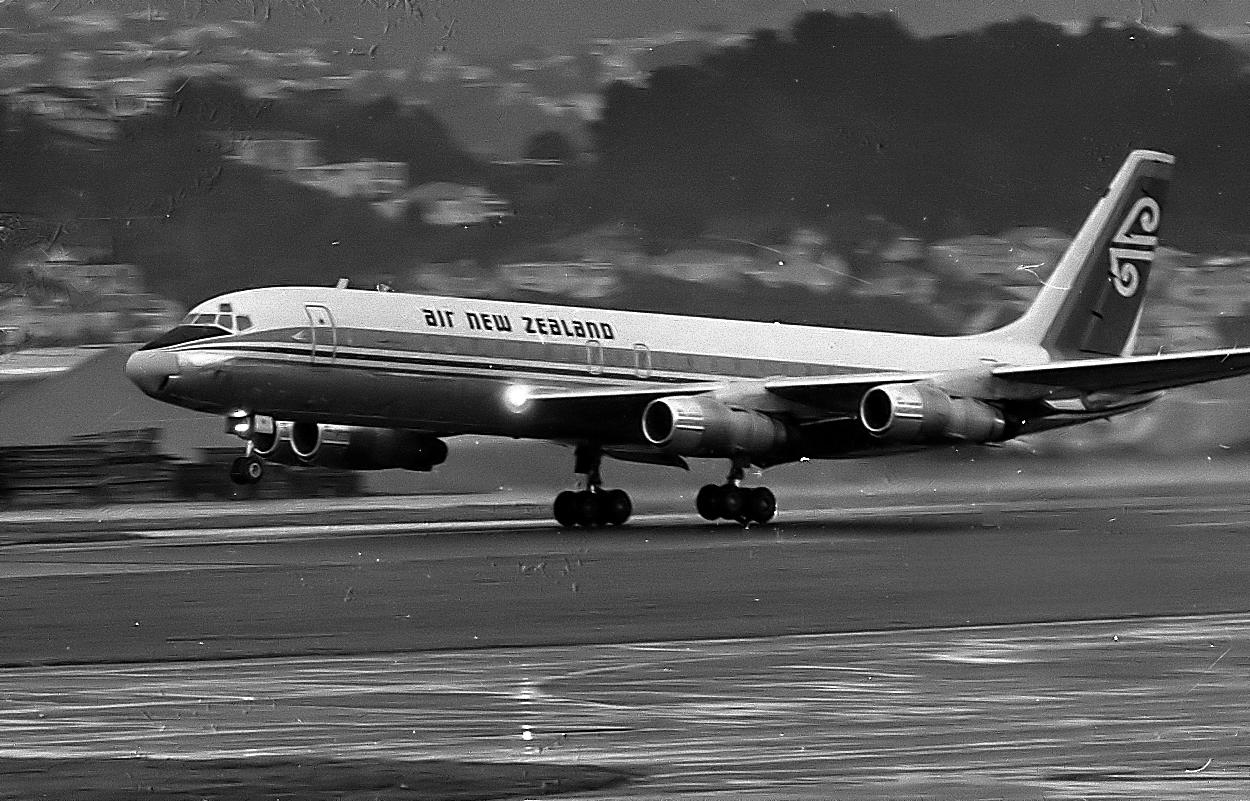
Az Air New Zealand egyik Douglas DC–8-asa a Wellingtoni repülőtéren

1965 kulcsfontosságú év lett a társaság számára: a céget Air New Zealand Limited nevezték át és szolgálatba állították a Douglas DC–8-ast, a vállalat első sugárhajtású repülőgépét. A hosszabb hatótávú DC–8-as segítségével a társaság elindította első járatait az Egyesült Államokba, így Los Angelesbe, Honoluluba és Pago Pagoba, ezenfelül Hongkongba és Szingapúrba.
Alapítása óta az Air New Zealand és jogelőde, a TEAL, csupán nemzetközi járatokon repült. Az 1970-es évek végéig az új-zélandi belföldi piacot a szintén állami tulajdonban lévő New Zealand National Airways Corporation szolgálta ki. Az új-zélandi Közlekedési Minisztérium és kormány a nemzeti párti Robert Muldoon miniszterelnök vezetésével 1977 végén jelentette be, hogy összevonják a két légitársaságot. A cégek egyesítésének főként politikai, mintsem gazdasági okai voltak. 1978. április 1-vel az Air New Zealand átvette a National Airways Corporation minden vagyonát, így repülőgépeit és alkalmazottait is, és Air New Zealand néven működött tovább mind a külföldi, mind belföldi járatokat egy tető alatt üzemeltetve. Az új légitársaság flottája az egyesülés után 36 gépből, Boeing 737–200-asokból, Fokker F27–100-as és –500-asokból, valamint McDonnell Douglas DC–8-as és DC–10-esekből állt.
A társaság történelmének mindmáig legsúlyosabb szerencsétlenségére 1979-ben került sor: ezen év november 28-án az Air New Zealand 901-es járata egy antarktiszi sétarepülés során a Mount Erebusba csapódott. A fedélzeten tartózkodó 257 ember mind életét vesztette.

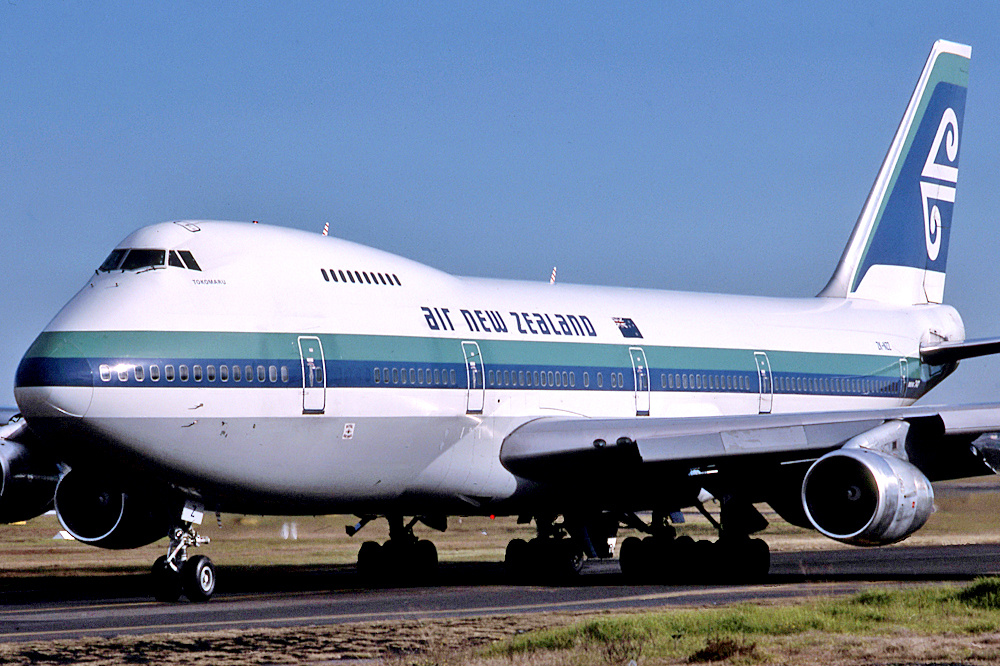
Az Air New Zealand egyik Boeing 747–200-asa a Sydney-i repülőtéren

A növekvő utasszám kiszolgálására az Air New Zealand 1980-ban Boeing 747–200-asokat vásárolt, ezek közül az elsők 1981-ben álltak forgalomba ausztrál, majd ázsiai és észak-amerikai járatokon.
1989-ben a légitársaság újra tulajdonosváltáson esett át. Ebben az évben az ország kormánya az Air New Zealand privatizációja mellett döntött más állami vagyonnal egyetemben. A céget április 17-ével a Brierley Investments, egy új-zélandi befektetési alap, valamint a Qantas, Japan Airlines and American Airlines konzorciumának adták el. Azért, hogy a légitársaság többségi új-zélandi tulajdonban maradjon, a Brierley részesedésének csaknem felét később továbbadták más új-zélandi befektetőknek.
1996-ban az Air New Zealand megvásárolta az Ansett Australia társaság 50%-át. A társaság az 1990-es évek elejétől próbált betörni az ausztrál piacra, ám az ausztrál kormány nem hagyta jóvá az Air New Zealand kérvényét légi szabadságjogok megítélésére, amelyek alapján a cég ausztrál belföldi járatokat indíthatott volna. A nagyobb ausztrál piaci részesedés megszerzése érdekében az Air New Zealand az Ansett részleges felvásárlása mellett döntött. Ezt 2000-ben az Ansett teljes felvásárlása követte, amelynek eredményeképp az új cég a világ 20 legnagyobb légitársasága közé került. Az Ansett azonban évekig pénzügyi gondokkal küzdött, végül 2001-ben csődeljárás alá helyezték. Az Ansett nehézségei a tulajdonos Air New Zealandre is jelentős kihatással voltak, amelyeken csak az új-zélandi kormány tudott enyhíteni. 2001–2002-ben az Air New Zealand 82%-ban az új-zélandi kormány tulajdonába került és jelentős állami pénzügyi tőkeinjekciót kapott.
Az újraállamosítást követően az Air New Zealand átszervezte belföldi járatait és a diszkont légitársaságokhoz hasonló modellt kezdett követni: alacsonyabb jegyárak mellett a business osztály megszüntetésével egyosztályos járatokat vezettek be és felhagytak az ételek és alkoholos italok felszolgálásával, valamint egyre nagyobb hangsúlyt fektettek az internetes jegyeladásra. 2003-ra úgy tűnt, hogy a társaság átvészelte az Ansett csődjét, 2003–2005-ben egyre növekvő bevételt tudott elkönyvelni. 2004-ben a belföldi járatmodell átszervezését a nemzetközi járatok megváltoztatása és új business, premium economy és economy osztályok bevezetése követte.

## Flotta
2019. április 30-ával az Air New Zealand és leányvállalatai összesen 115 repülőgépet üzemeltetnek. Az anyavállalat flottája 63 sugárhajtású repülőgépből áll, ebből 26 Airbus A320-as, 3 Airbus A320neo és 4 Airbus A321neo, ezeket belföldi és rövidtávú nemzetközi járatokon használják, hosszú távon pedig 9 Boeing 777–200ER, 8 Boeing 777–300ER és 13 Boeing 787–9 Dreamliner üzemel. További 3 Airbus A320neo, 10 Airbus A321neo, egy Boeing 787–9-es és 8 Boeing 787–10-es van rendelésen.
A cég leányvállalatai légcsavaros gépekkel repülnek belföldi, régiós járatokon. A két leányvállalat két különféle gépcsaládot használ. A Mount Cook Airline 29 ATR 72-est üzemel nagyobb városok között, ebből 7 a 72–500-as és 22 a 72–600-as alváltozat, míg az Air Nelsonnál 23 Bombardier Q300-as repül a Mount Cook Airline néhány járatán és kisebb városok között. Egy harmadik leányvállalat még kisebb légcsavaros gépeket használt, ám ez 2016-ban megszüntette működését.